# Distrito de Cusca
El distrito de Cusca es uno de los siete distritos que pertenecen a la provincia de Corongo, ubicada en el departamento de Áncash, Perú. 

## Historia
Fue fundado el 9 de mayo de 1923 según la ley N.º 4662. Hasta el 8 de mayo de 1923 perteneció como Anexo del Distrito de Corongo y Provincia de Pallasca; con la fundación de la Institución "Centro Hijos de Cusca" CHIC en la ciudad de Lima el 1 de febrero de 1922, con la participación activa de los socios: Clemente Medrano Carhuancota, Celestino Salinas Garay, Santos Evangelista Bobadilla, Francisco Sandoval Rojas, Pedro Medrano Carhuancota, Fortunato Quezada Huaynamango, Simón Gómez Chill, Vicente Tantaruna, Sebastián Bazan Armijo, Eusebio Tantaruna Evangelista, Ignacio Anca Sandoval, Pablo Gamarra Rojas, Celso Sotelo, Nicolás Alejos; (que obra en el folio N.º 01 del acta de fundación del "Centro Hijos de Cusca").
Se realizó una histórica gestión de la primera Junta Directiva ante el Supremo Gobierno del Presidente Constitucional Augusto B. Leguía y Salcedo, en septiembre de 1922, para que el Anexo de Cusca sea elevada a la categoría de Distrito. Es así que el 9 de mayo de 1923 el Congreso Nacional promulgó el D.L. N.º 4662, que crea el Distrito de Cusca.

## Toponimia
Cusca,  nombre de un distrito y un poblado, procede del adjetivo quechua, kuska = seguido, recto, derecho.

## Límites
Su límite territorial es por el norte con la Provincia de Pallasca; por el sur con el Distrito de Yanac; por el este con el Distrito de Aco y por el oeste con el Callejón de Conchucos.
Coordenadas geográficas: Altitud: 3241 m s. n. m. Latitud: 8° 30′ 38″ S. Longitud: 77° 51′ 47″ O. Superficie: 411.55 kilómetros cuadrados.
Está conformada por los Centros Poblados (Anexos): Cashucro, Cedro, Collota, Chinchanco, Gochac, Huallcallanca, Huarirca, Huarup, Huichanga, Manzanilla Pampa, Polla, Nogal, Quircatay, Rayampampa, Rosa Hueta, Shocosh, Tarica, Taullicon, Tumbag, Ututopampa, Urcon, Yantacon.

## Autoridades

### Municipales
Su primer Alcalde fue Clemente Medrano Carhuancota y el gobernador interino Silverio Tantaruna.
- 2019 - 2022[1]
  - Alcalde: Jaminton Iparraguirre Ramírez, del Movimiento Regional Ande - Mar.
- 2015 - 2018[1]
  - Alcalde: Ascario Wilman Ponce Velásquez, del Movimiento Regional Ande - Mar.
- 2011 - 2014
  - Alcalde: Ángel Aquelino Domínguez Murillo, del Movimiento Independiente Regional Río Santa Caudaloso (MIRRSC).
- 2007 - 2010
  - Alcalde: Ángel Aquelino Domínguez Murillo.